# Rufus Wainwright
Rufus McGarrigle Wainwright (* 22. července 1973 Rhinebeck, New York, USA) je kanadsko-americký zpěvák. Jeho rodiče jsou Kate McGarrigle a Loudon Wainwright III. Oba rodiče byli hudebníci, jeho sestra Martha Wainwright je také zpěvačka. Podílel se také na albu Am a Bird Now skupiny Antony and the Johnsons z roku 2005.

## Diskografie
- Rufus Wainwright (1998)
- Poses (2001)
- Want One (2003)
- Want Two (2004)
- Release the Stars (2007)
- Rufus Does Judy at Carnegie Hall (2007)
- Milwaukee at Last!!! (2009)
- All Days Are Nights: Songs for Lulu (2010)
- House of Rufus (2011)
- Out of the Game (2012)
- Prima Donna (2015)
- Take All My Loves: 9 Shakespeare Sonnets (2016)